# I. Ahmed oszmán szultán
I. Ahmed (Manisa, 1590. április 18. – Isztambul, 1617. november 22.) oszmán szultán és kalifa 1603-tól haláláig. Felesége Köszem szultána, későbbi kormányzó volt. 
Az utolsó harcos szultánok egyike. 14 esztendős uralkodása viszonylagos stabilitást jelentett a birodalom számára.

## Élete

### Uralkodása előtt
Ahmed szultán III. Mehmed szultán és Handan szultána fiaként született 1590. április 18-án Manisában.

### Uralkodása
Édesapját követte a trónon 1603-ban. Humánus és engedékeny ember volt, ezt azzal mutatta ki főleg, hogy nem ölette meg testvérét, Musztafát, aki később követte a trónon. Ismert volt lovaglási, vívási ügyességében, valamint kitűnő nyelvérzéke volt.
A szultán legfőbb gyönyörét fényes mulatságokban, ágyasaiban és a vadászatban találta, a közigazgatásban a demoralizáció és korrupció általánossá lett. A dohányzás szokása uralkodása alatt terjedt el a birodalomban. I. Ahmed neve világszerte főként az általa építtetett kék mecsetről ismert, mely az oszmán építészet remekműveként napjainkra a világ egyik legismertebb épületévé vált.

### Magyarországi háborúja
Magyarországon folytatott hadjáratai nem kedveztek birodalma számára. Ő volt az, aki díszes koronát küldött a Habsburg uralom ellen lázadó Bocskai Istvánnak, aki azonban nem fogadta azt el. Végül a Bocskai közbenjárásával megkötött 1606-os zsitvatoroki béke zárta le a harcokat: ennek értelmében a szultán elismerte Habsburg Rudolfot császárnak és királynak, ezzel együtt felmentette az évi adófizetés kötelezettsége alól. Ez az engedékenység összefüggésben állt a birodalom gyengülésével, mellyel uralkodása alatt szembesültek először a vezetők.

### Perzsiai háborúja
Ahmed harcai a Szafavidák ellen szintén nem jártak sikerrel: Grúzia és Azerbajdzsán Nagy Abbász sah kezére került.

### Halála
Ahmed fiatalon, 27 éves korában hunyt el 1617. november 22-én. Halálát gyomorvérzés és tífusz okozta. A trónon fivére, Musztafa követte. Halála után zűrzavaros időszak következett, békét végül csak felesége, Köszem szultána kormányzósága hozott.

## Családja

### Felesége
- Köszem haszeki szultána

### Ágyasai
- Mahfiruz Hatidzse Hatun
- ismeretlen ágyasok

### Fiai
- II. Oszmán oszmán szultán, Mahfiruz Hatidzsétől (1604–1622), oszmán szultán 1618-tól haláláig
- Mehmed herceg (I.Ahmed szultán fia), Köszemtől (1605 - 1621), kivégezték Oszmán szultán parancsára
- IV. Murád oszmán szultán, Köszemtől (1612–1640), oszmán szultán 1623-tól haláláig
- Bayezid herceg, Mahfiruz Hatidzsétől (1612–1635), kivégezték Murád szultán parancsára
- Kászim herceg, Köszemtől (1614–1638), kivégezték Murád szultán parancsára
- Ibrahim oszmán szultán, Köszemtől (1615–1648) oszmán szultán 1640 és 1648 között
- Szulejmán herceg, anyja kiléte bizonytalan (1613/1615–1635), kivégezték Murád szultán parancsára
- Szelim herceg
- Hüseyin herceg

### Lányai
- Ayse szultána, Köszemtől (1606–1657)
- Fatma szultána, Köszemtől (1607–1667 után)
- Gevherhán szultána (1608–1630/1660)
- Hanzade szultána, Köszemtől (1609–1650)
- Atike szultána (1614–1670 körül)
- Abide szultána (1618–1647 után)
- Zahide szultána
- Eszma szultána
- Hatice szultána

## Alakja a populáris kultúrában
A szultána című 2015-ös török tévésorozatban I. Ahmed megformálója Ekin Koç török színész.